# 원삭
원삭(元朔)은 중국 전한(前漢) 무제(武帝)의 세 번째 연호이다. 기원전 128년에서 기원전 123년까지 6년 동안 사용하였다. 그러나 실제 연호의 사용은 기원전 113년에 시작된 것으로, 이때 앞의 연호를 소급 적용하였다. 실제 원삭 연간에는 일반 세년을 사용했다.

## 연대 대조표
| 원삭 | 서력(西曆)                           | 간지(干支) |
| 원년 | 기원전 129년 10월 ~ 기원전 128년 9월 | 계축(癸丑) |
| 2년  | 기원전 128년 10월 ~ 기원전 127년 9월 | 갑인(甲寅) |
| 3년  | 기원전 127년 10월 ~ 기원전 126년 9월 | 을묘(乙卯) |
| 4년  | 기원전 126년 10월 ~ 기원전 125년 9월 | 병진(丙辰) |
| 5년  | 기원전 125년 10월 ~ 기원전 124년 9월 | 정사(丁巳) |
| 6년  | 기원전 124년 10월 ~ 기원전 123년 9월 | 무오(戊午) |

## 같이 보기
- 중국의 연호

| 이전 연호 원광(元光) | 중국의 연호 전한(前漢) | 다음 연호 원수(元狩) |